# 郭曾程
郭曾程（1866年—? ），字親緗，號南雲，福建侯官（今福州市）人，祖籍福清，清朝政治人物。

## 生平
光緒十五年，登進士，同年五月，授内阁中书。光緒二十五年正月，接替薛星輝。擔任江蘇宜興縣知縣。后由劉樹仁接任。